# Трапециевидная мышца

Расположение трапециевидной мышцы и её частей.
Верхняя часть
Средняя часть
Нижняя часть

Трапециеви́дная мы́шца (лат. musculus trapezius) или мышца, похожая на капюшон (лат. musculus cucullaris) — плоская широкая мышца, занимающая поверхностное положение в задней области шеи и в верхнем отделе спины. Трапециевидная мышца имеет форму треугольника, основанием обращённого к позвоночному столбу, а вершиной — к акромиону лопатки. Трапециевидные мышцы обеих сторон спины вместе, как ни странно, имеют форму не трапеции (так как нет пары параллельных краёв мышцы и пары непараллельных краёв), а дельтоида — фигуры, образованной двумя симметричными треугольниками.

## Функции
Верхняя часть: При фиксированных позвоночнике и голове поднимает лопатку и плечевой пояс. При фиксированной лопатке разгибает голову и шею.
Средняя часть: При фиксированных позвоночнике и голове приводит лопатку к позвоночнику. При сокращении всех частей мышцы также происходит приведение лопаток.
Нижняя часть: При фиксированных позвоночнике и голове опускает лопатку и плечевой пояс.

## Упражнения
Тренировка верхней части трапециевидных мышц происходит путём поднятия и опускания плеч с отягощением в руках (выполнение шрагов). Нижняя часть тренируется путём сведения-разведения лопаток спины под нагрузкой.